# Giulia Caminito
Giulia Caminito née à Rome en 1988 est une écrivaine italienne.

## Biographie
Giulia Cominito est née à Rome en 1988. Elle est diplômée en philosophie politique. Elle fait ses débuts dans l'écriture en 2016 avec le roman La Grande A qui a été récompensé  de nombreux prix, notamment le prix Giuseppe Berto, le prix Bagutta (section Opera Prima) et le prix Brancati (section Jeunesse).
En 2017 elle publie le recueil de nouvelles Guardavamo gli altri ballare il tango , en 2018 le conte de fées La ballerina e il marinaio en 2019 et le roman Un giorno verrà, qui lui vaut le prix Fiesole Under 40.
En 2021, elle fait éditer son troisième roman, L'acqua del lago non è mai dolce, finaliste du Prix Strega 2021, lauréat du prix Strega Off. Le 14 septembre 2021 elle remporte le Prix Campiello avec le roman L’acqua del lago non è mai dolce. Ce roman est publié en français aux éditions Gallmeister en 2022, avec une traduction de Laura Brignon, sous le titre L'eau du lac n'est jamais douce.